# Премия Агент перемен
Премия «Агент перемен» — ежегодная премия, учрежденная в 2016 году Форумом глобального партнёрства в целях признания борцов за гендерное равенство и расширение прав и возможностей женщин. Премию поддерживает «ООН-женщины».
Награда присуждаются помощником Генерального секретаря ООН по межправительственной поддержке и стратегическому партнерству и президентом Форума глобального партнерства в штаб-квартире Организации Объединённых Наций в Нью-Йорке. Статуэтка «Агент перемен» основана на одноимённой скульптуре художника Спар Стрит.

## Награды 2016 года

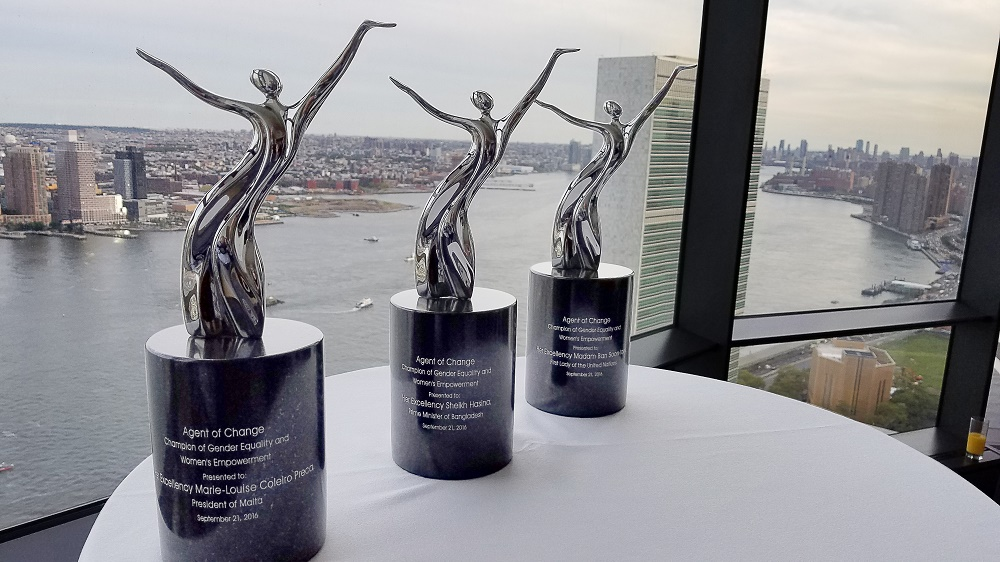
Три статуэтки 2016 года, на заднем плане видна штаб-квартира Организации Объединённых Наций.

21 сентября 2016 г. были вручены первые награды «Агент перемен»:
| Получатель              | Страна      | Примечание                                         | Ссылка            |
| ----------------------- | ----------- | -------------------------------------------------- | ----------------- |
| Шейх Хасина             | Бангладеш   | 10-й премьер-министр Бангладеш                     | [ 3 ] [ 4 ] [ 5 ] |
| Мари-Луиз Колейро Прека | Мальта      | 9-й президент Мальты                               | [ 6 ]             |
| Бан Сун Тэк             | Южная Корея | Жена Пан Ги Муна, 8-го Генерального секретаря ООН. |                   |

## Награды 2017 года
20 сентября 2017 г. награды «Агент перемен» были вручены:
| Получатель                    | Страна                        | Примечание                                                              | Ссылка             |
| ----------------------------- | ----------------------------- | ----------------------------------------------------------------------- | ------------------ |
| Эрна Сульберг                 | Норвегия                      | 28-й премьер-министр Норвегии                                           |                    |
| Маргот Вальстрём              | Швеция                        | 42-й министр иностранных дел и 13-й заместитель премьер-министра Швеции | [ 7 ]              |
| Ретно Марсуди                 | Индонезия                     | 17-й министр иностранных дел Индонезии                                  | [ 8 ] [ 9 ] [ 10 ] |
| Фатима бинт Мубарак Аль Кетби | Объединённые Арабские Эмираты | Председатель Всеобщего союза женщин ОАЭ                                 | [ 11 ] [ 12 ]      |
| Мишель Бачелет                | Чили                          | 32-й и 34-й президент Чили                                              |                    |